# Komet Holt-Olmstead
Komet Holt-Olmstead  (uradna oznaka je 127P/Holt-Olmstead ) je periodični komet z obhodno dobo okoli 6,4 let. 
Komet pripada Jupitrovi družini kometov  .

## Odkritje
Komet sta odkrila ameriški astronom Henry E. Holt in ameriška astronomka C. Michelle Olmstead 14. septembraj 1990 na Observatoriju Palomar v Kaliforniji, ZDA.